# Hồng Bắc
Hồng Bắc là một xã miền núi biên giới thuộc huyện A Lưới, thành phố Huế, Việt Nam.
Xã Hồng Bắc có diện tích 31,57 km², dân số năm 1999 là 1.513 người và mật độ dân số đạt 48 người/km².

## Lịch sử
Giữa tháng 5 năm 1969, quân đội Hoa Kỳ và Việt Nam Cộng hòa đã giao tranh với Quân Giải phóng Miền Nam Việt Nam để kiểm soát đồi A Bia (điểm cao 937m) và các đồi lân cận - trận đánh kéo dài 10 ngày mà sau này được gọi là Trận Đồi Thịt Băm. Hiện trên đỉnh A Bia còn đài tưởng niệm trận đánh.

## Hành chính
Tính đến năm 2015 (theo Nghị quyết 09/NQ-HĐND tỉnh), xã Hồng Bắc có 4 thôn: Ra Loóc-A Sốc, Lê Lộc 2, Lê Ninh, Tân Hối.